# لوی هویهوی
لوی هویهوی (انگلیسی: Lü Huihui؛ زادهٔ ۲۶ ژوئن ۱۹۸۹) ورزشکار دو و میدانی اهل چین است.
وی در مسابقات کشوری و بین‌المللی در مجموع برندهٔ ۱ مدال طلا، ۱ مدال نقره و ۲ مدال برنز شده‌است.